# Almarza
Almarza é um município da Espanha na província de Sória, comunidade autónoma de Castela e Leão, de área 101,13 km² com população de 637 habitantes (2006) e densidade populacional de 6,3 hab./km².

## Demografia
| Variação demográfica do município entre 1991 e 2004 | Variação demográfica do município entre 1991 e 2004 | Variação demográfica do município entre 1991 e 2004 | Variação demográfica do município entre 1991 e 2004 |
| --------------------------------------------------- | --------------------------------------------------- | --------------------------------------------------- | --------------------------------------------------- |
| 1991                                                | 1996                                                | 2001                                                | 2004                                                |
| 658                                                 | 641                                                 | 611                                                 | 609                                                 |